# Morne d'Or
Morne d'Or es una localidad de Santa Lucía, que forma parte del distrito de Anse La Raye.